# 지승민
지승민(池承珉, 1978년 9월 12일 ~ )은 전 KBO 리그 한화 이글스, 삼성 라이온즈, 두산 베어스의 투수이다.

## 선수 시절

### 한화시절
한양대학교를 졸업한 후 2001년 한화 이글스에 입단하여 활동하다가 2003년 시즌 중 재일교포 출신 내야수였던 고지행과 함께 김승권과 임재철을 상대로 삼성 라이온즈에 2:2로 트레이드되었다.

### 삼성시절
2004년에는 17홀드를 기록했다. 그러나 2004년 대한민국 프로 야구 병역 비리 사건에 연루되어 구속된 후, 공익근무요원으로 군 복무를 마쳤다. 소집 해제 전에 교통사고를 당해 2008년에는 재활군에 머물렀으며 교통사고로 2008 시즌 전에는 방출 통보를 받고 2008년 6월에 신고 선수 계약을 하여 잔류하였다. 2009년 4월 17일 경기부터 복귀하여 세이브를 올렸으나, 김상수와 함께 A형 간염에 걸려 잠시 삼성 전력에서 이탈하기도 했다.
간염으로 잠시 쉬던 중 2009년 7월 16일 두산 베어스의 포수 채상병 선수를 상대로 한 1:1 트레이드로 두산 베어스에 이적하였다.

### 두산시절
두산 이적 이후 2009년 포스트시즌에 처음 출전하였다. 소집 해제 이후 재활과 신고 선수 기간의 공백으로 트레이드 전에 1세이브를 올리고 두산으로 트레이드된 후 홀드를 기록하여 2009년에는 승패 없이 1세이브 8홀드 평균자책 2.88점을 기록했다. 그러나 2010년에는 구위난으로 1홀드에 그쳐 2군을 전전했고, 선발로 부진하였던 이현승이 그를 대신하여 왼손 불펜으로 나섰다. 거기에다가 2군에서도 팀 분위기를 해친다는 지적까지 겹치면서, 2010년 11월 2일 두산 베어스에서 방출되었다.
방출 후 KIA 타이거즈의 입단 테스트도 받았으나, 실패하여 현역에서 은퇴했다.

## 출신 학교
- 군산남초등학교
- 온양중학교
- 천안북일고등학교
- 한양대학교 (1997학번-2001졸업)

## 통산 기록
| 연도 | 소속  | 평균 자책 | 경기 | 승리 | 패전 | 세이브 | 이닝    | 피안타 | 4사구 | 탈삼진 | 실점 | 자책점 | 비고 |
| ---- | ----- | --------- | ---- | ---- | ---- | ------ | ------- | ------ | ----- | ------ | ---- | ------ | ---- |
| 2001 | 한화  | 8.51      | 33   | 0    | 3    | 2      | 61 1/3  | 72     | 17    | 37     | 59   | 58     |      |
| 2002 | 한화  | 5.67      | 14   | 1    | 0    | 0      | 27      | 24     | 20    | 22     | 17   | 17     |      |
| 2003 | 삼성  | 6.23      | 12   | 0    | 0    | 0      | 13      | 22     | 6     | 10     | 9    | 9      |      |
| 2004 | 삼성  | 3.45      | 52   | 3    | 1    | 0      | 28 2/3  | 21     | 16    | 34     | 11   | 11     |      |
| 2005 | 삼성  | 2.70      | 7    | 0    | 0    | 0      | 3 1/3   | 2      | 3     | 5      | 1    | 1      |      |
| 통산 | 5시즌 | 6.48      | 118  | 4    | 4    | 2      | 133 1/3 | 141    | 82    | 111    | 97   | 96     |      |

## 참조
1. ↑  '이적생' 지승민, "3번째 목표는 두산 우승"[깨진 링크(과거 내용 찾기)] - OSEN
2. ↑  삼성, '외부 FA 영입' 대신 '내부 전력 적극 활용'[깨진 링크(과거 내용 찾기)] - OSEN
3. ↑  두산, 삼성 좌완 지승민 영입[깨진 링크(과거 내용 찾기)]《Osen》, 2009년 7월 16일 작성
4. ↑  '슬라이더 연마' 지승민, 그의 또 다른 도전[깨진 링크(과거 내용 찾기)] - OSEN